# Distretto di Ocalli
Il distretto di Ocalli è un distretto del Perù nella provincia di Luya (regione di Amazonas) con 3.622 abitanti al censimento 2007 dei quali 1.377 urbani e 2.245 rurali.
È stato istituito fin dall'indipendenza del Perù.

## Località
Il distretto è formato dall'insieme delle seguenti località:
- Ocalli
- Vista Alegre
- Santa Rosa
- Quispe
- La Remada
- Tactamal
- Cocapampa
- Bronce
- Delo
- Rumichaca
- Lima Dulce
- Mariscal Castilla
- Tejallpa
- Comblón
- Nogal
- La Playa
- Olsa
- Las Palmeras de Quispe
- Ojo del Agua
- Opachin
- Celcho Cuzco
- La Jalca
- Arroyo Negro
- Yunga
- Vilaya
- Cuichimal